# Claudia Coslovich
Claudia Coslovich (Trieste, 26 aprile 1972) è un'ex giavellottista italiana, campionessa italiana della specialità per 20 volte (13 assoluti e 7 invernali).

## Biografia
Claudia Coslovich è stata più volte campionessa italiana nel lancio del giavellotto e partecipò a due edizioni dei Giochi olimpici: a Sydney 2000 e ad Atene 2004. Primatista italiana della specialita con la misura di 65,30 metri, appartiene alla comunità slovena d'Italia.

## Palmarès
| Anno | Manifestazione          | Sede             | Evento                 | Risultato | Misura  | Note  |
| ---- | ----------------------- | ---------------- | ---------------------- | --------- | ------- | ----- |
| 1997 | Giochi del Mediterraneo | Bari             | Lancio del giavellotto | Argento   | 57,16 m | [ 2 ] |
| 1998 | Europei                 | Budapest         | Lancio del giavellotto | 7ª        | 60,73 m |       |
| 1999 | Universiadi             | Palma di Maiorca | Lancio del giavellotto | 6ª        | 56,50 m |       |
| 2000 | Olimpiadi               | Sydney           | Lancio del giavellotto | 12ª       | 56,74 m |       |
| 2001 | Giochi del Mediterraneo | Tunisi           | Lancio del giavellotto | Oro       | 62,02 m | [ 2 ] |
| 2001 | Mondiali                | Edmonton         | Lancio del giavellotto | 11ª       | 57,27 m |       |
| 2003 | Mondiali                | Parigi           | Lancio del giavellotto | 7ª        | 59,64 m |       |
| 2004 | Olimpiadi               | Atene            | Lancio del giavellotto | 14ª       | 60,58 m |       |
| 2005 | Giochi del Mediterraneo | Almería          | Lancio del giavellotto | 6ª        | 51,10 m |       |
| 2005 | Mondiali                | Helsinki         | Lancio del giavellotto | 19ª       | 55,78 m |       |

## Campionati nazionali
Campionati italiani
- 13 titoli assoluti (1993/2003 e 2007-2008) ai Campionati italiani assoluti di atletica leggera
- 7 titoli invernali (1995, 1998, 2000/2002, 2004 e 2007) ai Campionati italiani invernali di lanci

## Altre competizioni internazionali
2001
- Argento alla Coppa Europa invernale di lanci ( Nizza), lancio del giavellotto - 57,89 m
- Bronzo in Coppa Europa ( Brema), lancio del giavellotto - 63,07 m

2002
- Oro alla Coppa Europa invernale di lanci ( Pola), lancio del giavellotto - 63,27 m

2003
- Bronzo in Coppa Europa ( Firenze), lancio del giavellotto - 62,70 m